# Blake Stepp
Blake Roy Stepp (Eugene, 4 febbraio 1982) è un ex cestista statunitense, professionista in Serbia e in Spagna.

## Carriera
È stato selezionato dai Minnesota Timberwolves al secondo giro del Draft NBA 2004 (58ª scelta assoluta).
Con gli Stati Uniti ha disputato i Giochi panamericani di Santo Domingo 2003.

## Palmarès

### Squadra
- YUBA liga: 1

Partizan Belgrado: 2004-05

### Individuale
- NCAA AP All-America Second Team (2004)